# LP-211
LP-211 je lek koji deluje kao potentan i selektivan agonist 7 serotoninskog receptora, sa boljom moždanom penetracijom od starijih 5-HT7 agonista u istoj seriji, i sličnim dejstvom na životinje.